# Hertigdömet Pommern-Stolp
Hertigdömet Pommern-Stolp (Latin: Ducatus Stolpensis, Polska: Księstwo słupskie, Tyska Herzogtum Pommern-Stolp), även känt som Hertigdömet Stolp och Hertigdömet Słupsk, var ett feodalt hertigdöme i Hinterpommern i dagens Polen och Tyskland. Dess huvudstad var Stolp (numera Słupsk), och regerande hertigar tillhörde huset Grip. Hertigdömet existerade under högmedeltiden mellan åren 1368 och 1478.

## Förhistoria

### Bakgrund
Hertigdömet Pommern kom att delas flera gånger för att tillfredsställa anspråken från de manliga medlemmarna i den styrande ätten huset Grip. De olika uppdelade entiteterna fick sina namn från den plats där hertigen hade sitt säte – exempelvis Pommern-Barth, -Demmin, -Rügenwalde, -Stettin, -Stolp och -Wolgast.
Ingen av dessa uppdelningar var av ärftlig karaktär, utan medlemmarna av huset Grip ärvde hertigdömet gemensamt. Hertigdömet Pommern fortsatte således att rent formellt existera som en enhet, även om hertigdömet de facto bestod av flera, nästintill självstyrande mindre hertigdömen.

### Uppdelningen av Pommern 1368/72
I samband med Barnim IV av Pommern-Wolgast död 1366 uppstod en väpnad konflikt med Barnims bror Bogislav V; han vägrade att dela sin makt med Barnims söner, Vartislav VI och Bogislav VI samt hans andra bror Vartislav V. Dessa kom i sin tur att alliera sig med Mecklenburg för att kunna verkställa sina anspråk. Även om vissa begränsade stridigheter inleddes slöts en vapenvila, och den 25 maj 1368 uppnåddes en kompromiss som förhandlats fram i Anklam. Kompromissen kom att bekräftats i ett fördrag den 8 juni 1372 i Stargard och resulterade i en uppdelning av hertigdömet Pommern-Wolgast.
Bogislav V erhöll större delen av Hinterpommern, exklusive områdena kring Neustettin som kom att tillfalla hans bror Vartislav V. Först i samband med Vartislav V:s död 1390 kom Bogislav V att kunna inkludera även denna del i sitt hertigdöme. Hertigdömet Pommern förblev dock en längre tid uppdelat, och denna till stor del självstyrande östra del av Pommern kom att bli känt under namnet Hertigdömet Pommern-Stolp.

## Historia

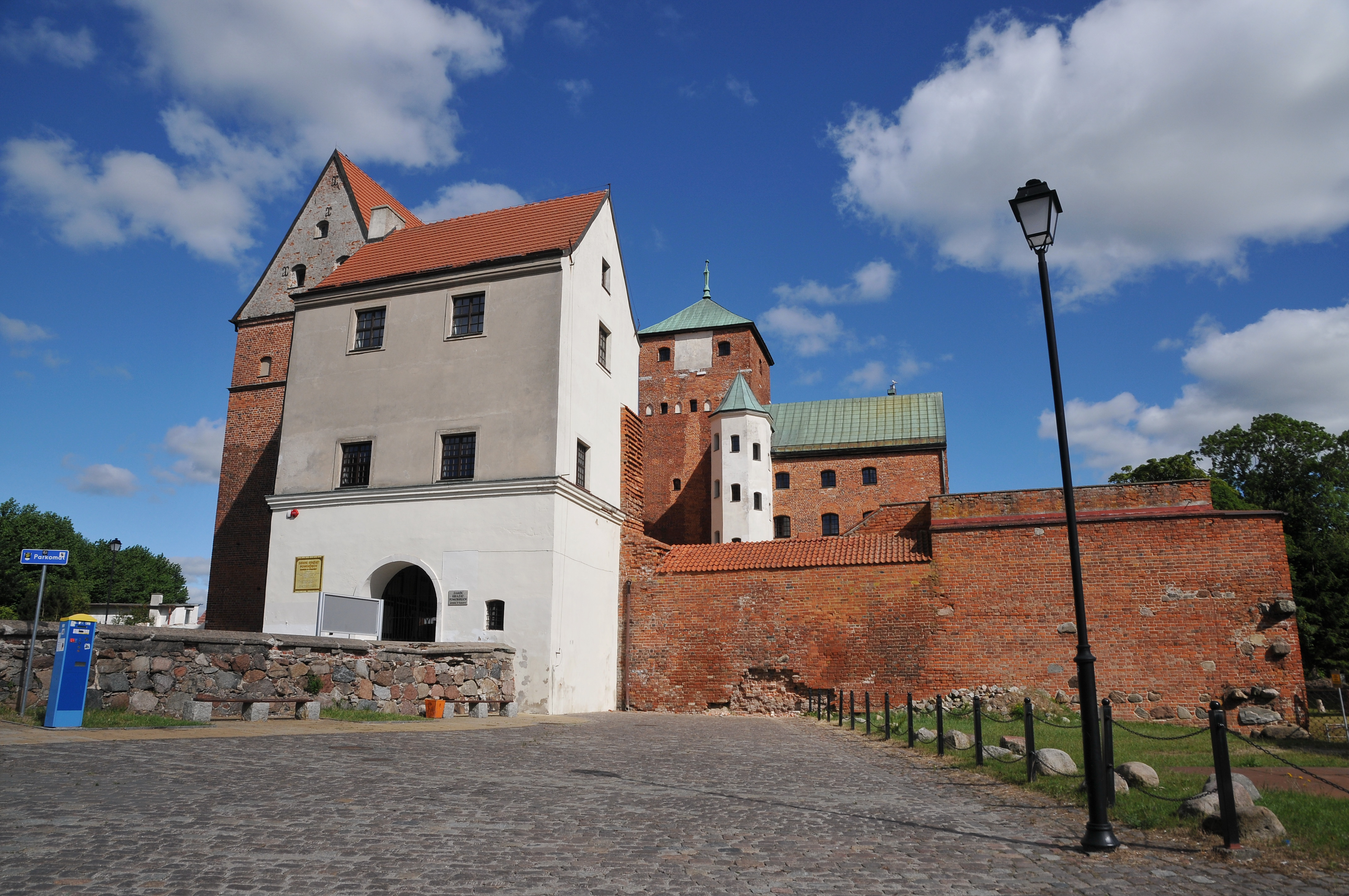
Slottet i Rügenwalde, dagens Darłowo, som var säte för de pommerska hertigarna

Situationen för ättlingarna till Bogislav V som styrde Pommern-Stolp skiljde sig något från deras motsvarigheter i västra Pommern. Det östliga Pommern-Stolp var mer glesbebyggt och dominerades av inflytelserika adelsfamiljer som ägde stora områden. Detta medförde att hertigarna av Pommern-Stolp fick begränsat med skatteinkomster från hertigdömets invånare. Å andra sidan hade den stolpiska grenen av huset Grip släktingar bland kungahusen i Danmark och Polen.  
Kasimir IV och Elisabeth, barn till Bogislav V och hans första hustru Elisabeth, dotter till Kasimir III, uppfostrades bägge vid det polska hovet i Kraków. Dottern Elisabeth kom att bli tysk-romersk kejsarinna efter sitt giftermål med kejsare Karl IV, medan Kasimir IV kom att utnämnas till tronarvinge efter sin morfar, den polske kungen. Detta omintetgjordes dock när Ludvig I av Ungern åsidosatte kung Kasimir III:s testamente 1370, och området kring Dobrzyń kom endast kortvarigt ligga som förläning under hertig Kasimir av Pommern-Stolp.  

### Fördraget i Pyzdry
Under medeltidens många krig mellan Polen och den tyska ordensstaten kom de pommerska hertigarna att byta sida flera gånger. Vartislav VII och Barnim V allierade sig med den tyska orden.
År 1390, efter att den polske kungen Vladislav II hade lovat att överlåta en del av arvet efter Kasimir IV till Vartislav VII, kom den sistnämnda att sluta en allians med Polen. Han mottog i samband med detta fästningen i Nakło samt några omgivande områden som förläning, och i gengäld förklarade Vartislav VII sig som vasall under den polske kungen. Detta kom att bekräftas i fördraget i Pyzdry den andra november 1390.
Forskare erbjuder olika tolkningar av Pyzdry-fördraget. Exempelvis uppger forskare såsom Juliusz Bardach, Władysław Czapliński, Fenrych (1961), Marceli Kosman, Tadeusz Ładogórski, Andrzej Nowakowski, Michał Sczaniecki och Kazimierz Ślaski att den trohetsförklaring som Vartislav VII kom att svära den polske kungen inkluderade alla områden under Vartislavs kontroll samt att hertigdömet Pommern-Stolp skulle omvandlas till en polsk förläning.
Andra tolkningar av fördraget hänvisar snarare till att Vartislav endast kom att svära en personlig trohetsed, och att denna inte inkluderade några områden. Mitkowski och Zientara skrev 1946 respektive 1969 att Vartislavs trohetsed endast inkluderade de polska områdena som Vartislav i samband med föredraget erhållit, huvudsakligen Nakło och dess omgivningar. Mielcarz framhöll 1976 att eden endast omfattande Vartislav som person, medan Gumowski 1951 menade att fördraget endast betydde att Vartislav lovade den polske kungen tjänstgöring. Slutligen hävdade Czacharowski 2001 att fördraget ämnade vara en allians och att eventuella förläningar endast omfattade Nakło.
Med hänvisning till diskursen i polsk historieskrivning sa Branig och Buchholz 1997 att oavsett hur fördraget än tolkas, kom det inte att ha någon större betydelse för framtiden. Pommern-Stolps eventuella position som förläning under den polske kungen kom att bli kortvarigt, och Vartislavs bröder Barnim V och Bogislav VIII intog en vänlig attityd mot den tyska orden. I samband med att Vartislav avled 1395 återlämnades Nakło därför till den polska kronan.

### Efter 1390

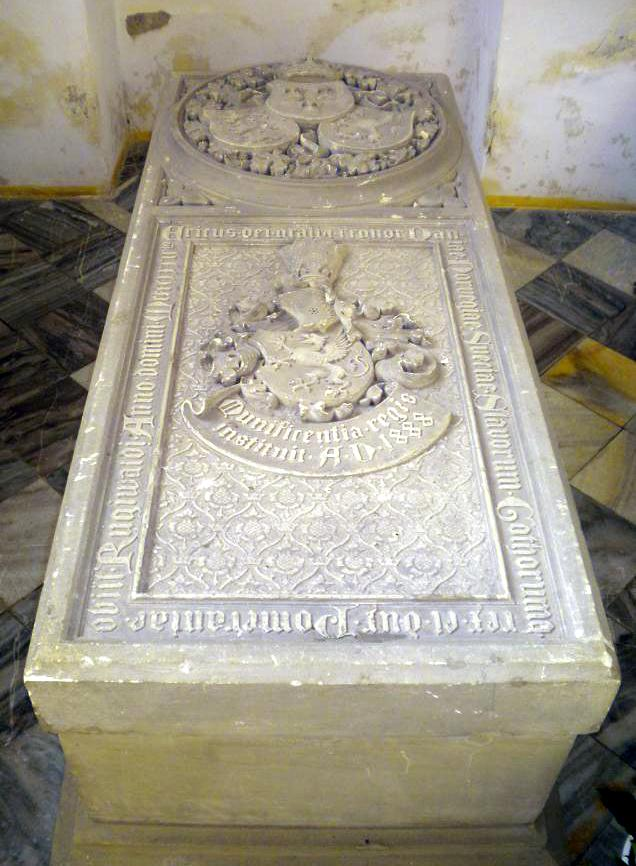
Erik av Pommerns grav i Mariakyrkan i Darłowo.

Erik av Pommern, barnbarnsbarn till den danske kungen Valdemar Atterdag, blev 1397 kung av Kalmarunionen. Erik misslyckades dock i sin mest ambitiösa plan, vilket var att göra Bogislav IX till kung av såväl Kalmarunionen som av Polsk-litauiska samväldet. Erik tvangs 1449 att lämna Danmark. Han styrde därefter över Pommern-Rügenwalde (numera Darłowo), som omfattade en liten del av Hertigdömet Pommern-Stolp, fram till sin död 1459.
Pommern-Stolps belägenhet var av avgörande betydelse för den tyska ordensstatens försörjningsrutter, vilka var beroende av såväl manskap som varor från Tyskland. Bogislav VIII allierade sig emellanåt med både de tyska riddarna och Polen, men valde senare att förlita sig på Polen i det omfattande kriget mellan Polen och den tyska ordensstaten som utkämpades mellan 1409 och 1411. Bland annat begynte Bogislav beordra fullständig blockering av den tyska ordensstaten, och tillät den pommerska adeln att bedriva plundringståg och kidnappningar mot tyska riddare som behövde korsa Pommern när de rörde sig mellan Neumark och Preussen. Som tack för detta erhöll Bogislav och Pommern-Stolp bland annat områdena kring Lauenburg (Lębork) and Bütow (Bytów), men dessa områden förlorades tämligen snart i samband med den första freden i Thorn 1411.

#### Erhållandet av Lauenburg och Bütow (1455–1467)
Erik II av Pommern allierade sig i samband med det trettonåriga kriget med den polske kungen Kasimir IV. Som tack för detta erhöll han den 3 januari 1455 åter Lauenburg och Bütow, vilket var beläget vid Pommerns gräns gentemot Preussen. När Lauenburg återtogs av de tyska riddarna 1459 blev den polske kungen upprörd, och beordrade därför plundring av Stolp-området. Erik försonade sig med Kasimir den 21 augusti 1466 och köpte staden från riddarna den 11 oktober samma år. Detta var endast sex dagar före den andra freden i Thorn, vilken kom att undertecknas av Erik året därpå.

### Bogislav X blir ensam härskare över hertigdömet Pommern (1478)
Efter att hertigarna av Pommern-Wolgast, Barnim VII och Barnim VIII avlidit i digerdöden 1451 återförenades hela hertigdömet ännu en gång. Denna sjukdom kom samma år även att ta livet av Joakim I. År 1464 avled Ertmar och Swantibor, barn och arvingar till Vartislav X, samt Otto III, och därmed hade linjen Pommern-Stettin av huset Grip utslocknat.
Utslocknadet av Stettin-grenen av huset Grip utlöste en arvskonflikt med markgrevskapet Brandenburg. I Soldinfördraget förhandlades det fram en kompromiss 1466, där Vartislav X och Erik II erbjöds ta över Pommern-Stettin som en brandenburgsk förläning. Detta bestreds dock av den tysk-romerske kejsaren Fredrik III, som ingrep mot det brandenburgska herraväldet över Pommern. Detta ledde till ytterligare krigföring som avslutades först 1472, genom det andra fördraget i Prenzlau vilket de facto bekräftade fördraget i Soldin. Bland annat befästes gränsen mellan Pommern och Brandenburg vid Gartz, vilket också återspeglade Brandenburgs framgångar i de senaste årens stridigheter. Fördraget kom likaså att godkännas av kejsaren.

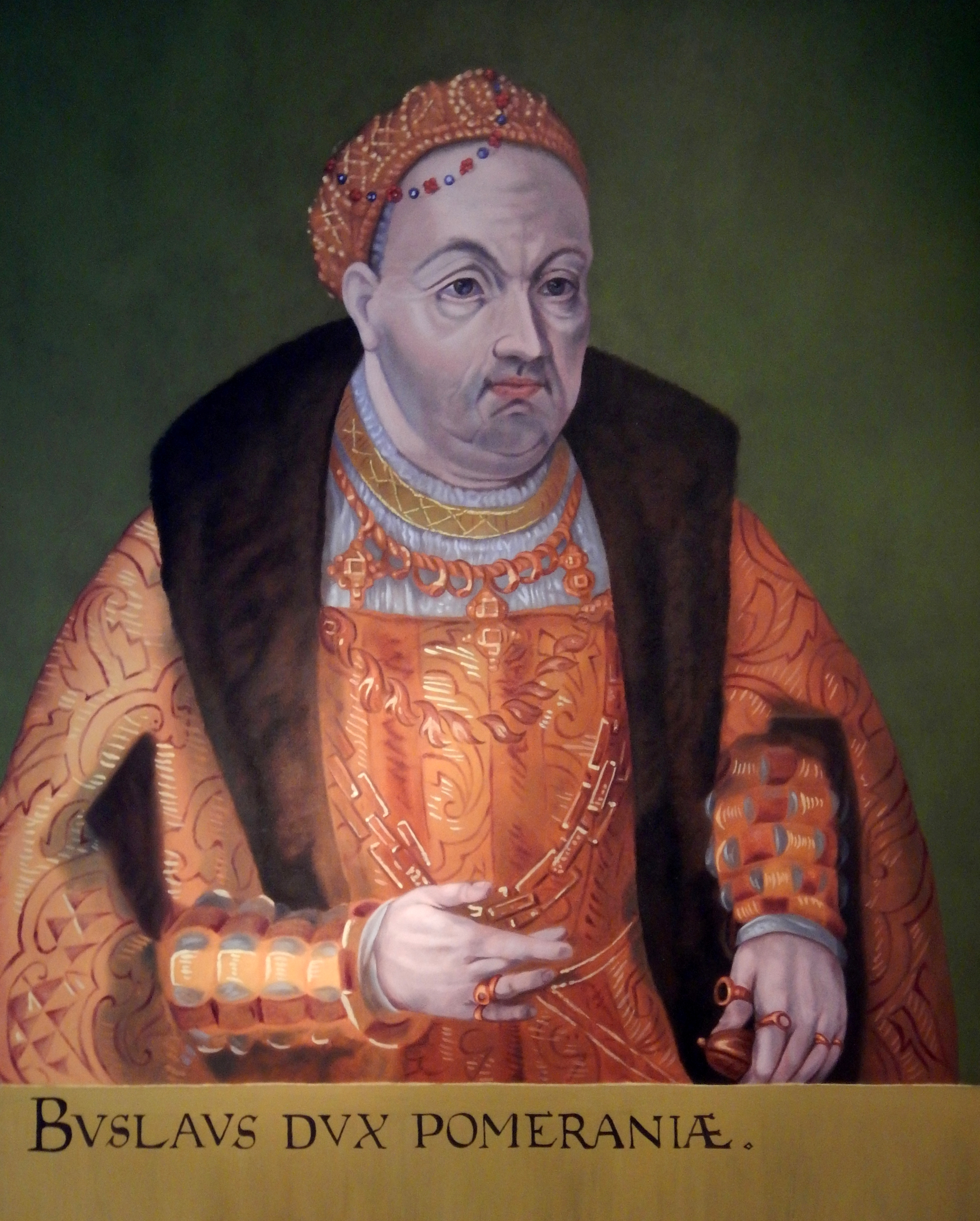
Bogislav X

År 1474 avled Erik II i en pestliknande sjukdom och efterträddes därefter av sin son Bogislav X. Bogislavs bröder hade avlidit samma år, och efter sin farbror Vartislav X:s död 1478 blev Bogislav den första ensamma härskaren över hela hertigdömet Pommern på nästan 200 år.
Erik II hade efterlämnat Pommern i fiendskap med Brandenburg och Mecklenburg. Boglislav lyckades dock lösa dessa konflikter, såväl genom diplomatiska som militära medel. Han gifte bort sin syster Sofia med hertigen av Mecklenburg Magnus II, samtidigt som hans andra syster Margareta giftes bort med Magnus bror Baltasar. På samma gång gifte sig Bogislav med Margareta, som var dotter till kurfursten Fredrik II av Brandenburg.
År 1478 återtog Bogislav områden som hans far förlorat i stridigheter med Brandenburg – bland annat staden Gartz samt andra mindre städer och slott norr om brandenburgska Uckermark. I bekräftandet av det andra fördraget i Prenzlau 1479 fastställdes gränsen till slut till norr om Strasburg, samtidigt som Bogislav tvangs acceptera områdena som förläning under Brandenburg.
År 1493 lyckades Bogislav dock omförhandla villkoren. Detta resulterade i att Pommern kom att bli oberoende av Brandenburg, mot att den brandenburgska ätten Hohenzollern vid utslocknandet av huset Grip skulle få arvsrätt till Pommern.

## Hertigar
- 1368-1373 Bogislav V
- 1374-1377 Kasimir IV (V)
- 1377-1395 Vartislav VII
- 1395-1402 Bogislav VIII och Barnim V
- 1402-1403 Barnim V
- 1403-1418 Bogislav VIII
- 1418-1446 Bogislav IX
- 1449-1459 Erik av Pommern
- 1459-1474 Erik II
- 1474-1478 Bogislav X